# 1. FC Wilmersdorf
Maillots
Dernière mise à jour : 26 mars 2024.
Le 1. FC Wilmersdorf est un club allemand de football, localisé à Wilmersdorf, dans l'arrondissement de Charlottenburg-Wilmersdorf, à Berlin.
Ce club fut constitué par une fusion, survenue en 1989, entre le Wilmersdorfer SC 1911 et le SV Preussen Wilmersdorf.

## Localisation

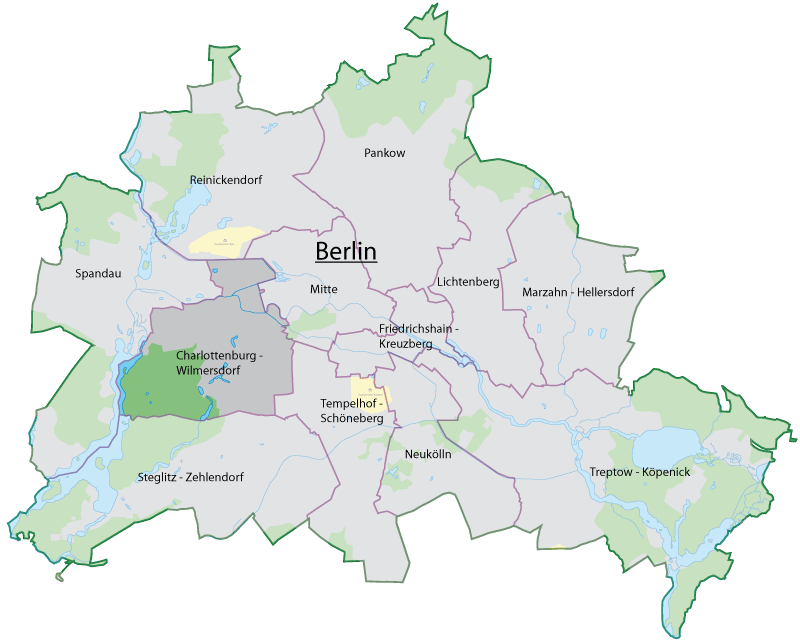
Arrondissement de Charlottenburg-Wilmersdorf
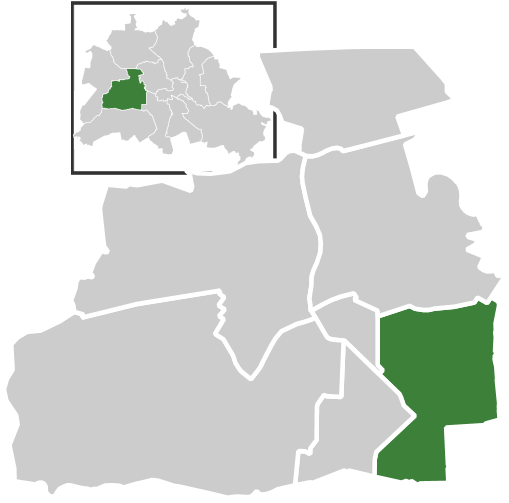
Wilmersdorf dans l'arrondissement

## Histoire
Le club actuel est issu d'une fusion entre le Wilmersdorfer SC 1911 et le SV Preussen Wilmersdorf. Ce cernier fut le plus réputé des deux.

### SV Preussen Wilmersdorf

ancien logo du SV Preussen Wilmersdorf

Le club fut créé en 1913 sous l'appellation de Wilmersdorfer BC Preussen. En 1920, il fusionna avec le Wilmersdorfer SC mais trois ans plus tard cette union fut défaite. Chaque cercle reprenant une route distincte.
En 1933, le BC Preussen fusionna avec le SC Olympia 1921 Wilmersdorf et joua jusqu'en 1945 sous la dénomination de Preussen-Olympia Wilmersdorf. Ce club resta assez anonymement dans les ligfues inférieures.
En 1945, le club fut dissous par les Alliés, comme tous les clubs et associations allemands (voir Directive n°23). Il fut reconstitué sous la forme d'un Sportgruppe ou "SG". Les anciens membres du Preussen-Olympia Wilmersdorf s'unirent avec ceux du Berliner SV 92 sous le nom de SG Wilmersdorf.
L'équipe de football du SG Wilmersdorf participa à la Berliner Stadtliga 1945-1946 et la remporta. Il s'agissait d'une compétition regroupant 36 Sportgruppe répartis en 4 groupes de 9. Le SG Wilmersdorf gagna sa série puis devança ses trois derniers adversaires lors d'un tour final.
Lors de la Berliner Stadtliga 1946-1947, le SG Wilmersdorf fut vice-champion derrière le SG Charlottenburg (composé par le TéBé Berlin et le SC Charlottenburg). La saison suivante, le SG Wilmersdorf fut de nouveau deuxième, cette fois derrière le SG Oberschöneweide.
Pendant la saison 1948-1949, les clubs reprirent leur anciennes appellations. Le SG Wilmersdorf devint le Berliner SV 92. On n'entendit plus parler du "Preussen Wilmersdorf" jusqu'à ce qu'il fût recréé en 1961 sous le nom de SV Preussen Wilmersforf.
Au début des années 1970, le SV Preussen se mit en évidence. Le club avait atteint la 1. Amateurliga Berlin en 1973. Cette ligue était située au 3e niveau de la hiérarchie. Elle recula d'un rang l'année suivante, lorsque fut créée l'Oberliga Berlin. Le SV Preussen Wilmersdorf monta dans cette division pour la saison 1975-1976. Mais il ne parvint pas à se maintenir. Le club revint dans cette ligue en 1983 mais redescendit encore après une saison.
Dans les années suivirent, le SV Preussen fit la navette entre la Landesliga Berlin et la Bezirksliga Berlin (niveaux 4 et 5).
En 1989, alors qu'il évolue en Landesliga Berlin (niveau 4), le SV Preussen Wilmersdorf fusionna avec le Wilmersdorfer SC 1911 (jouant aussi en "Landesliga") pour former le 1. FC Wilmersdorf 1911.

### 1. FC Wilmersdorfer 1911
Alors que l'Allemagne vivait sa « réunification », à la suite de la chute du Mur de Berlin, le 1. FC Wilmersdorf accéda à la Verbandsliga Berlin (niveau 4). En 1994, le club remporta le titre et monta en Oberliga Nordost Nord (qui devenait une série de niveau 4 en raison de l'instauration à ce même moment des Regionalligen au 3e étage de la pyramide du football allemand). Le 1. FC 1911 redescendit en Verbandsliga Berlin après deux championnats.
Par la suite, le 1. FC Wilmersdorf fit la navette entre les niveaux 5 et 6 de la hiérarchie, appélés Verbandsliga et Landesliga jusqu'en 2008.
En 2010-2011, le SC Charlottenburg évolue en Landesliga Berlin (Groupe 2), soit au 7e niveau de la hiérarchie de la DFB. Le cercle joue les premiers rôles et espèrent monter en Berlin Liga.